# NGC 6892
NGC 6892 – asteryzm składający się z czterech słabych gwiazd, znajdujący się w gwiazdozbiorze Strzały. Skatalogował go Heinrich Louis d’Arrest 19 lipca 1865 roku.